# Луј Франше д’Епере
	Луј Феликс Мари Франсоа Франше д’Епере (фр. Louis Félix Marie François Franchet d’Espèrey; Мостаганем, 25. мај 1856 — Сент Амансе, 8. јул 1942) био је маршал Француске и почасни војвода српске и југословенске војске.

## Биографија
Студирао је Сен-Сир академију 15. октобра 1874, и по завршетку ове добио је чин пјешадијског потпоручника 1. октобра 1876, у капетана унапријеђен је 28. октобра 1885, за пуковника 12. јула 1903, бригадног генерала 23. марта 1908, дивизијског генерала 23. марта 1912, за маршала Француске 19. фебруара 1921. Исте године, месец дана раније, 29. јануара, добио је и почасну титулу Војводе Краљевине Срба, Хрвата и Словенаца (Југославије).
Као пјешадијски официр био је водник, командир чете и командант батаљона у пјешадији до 1899. За то време завршио је ратну Академију (1882), и био је у генералштабу дивизије, која је окупирала Тонкин (1886) и у генералштабу гувернера Париза (1889). Командовао је пуком и бригадом у пјешадији, дивизијом (1912). Члан вишег ратног Савјета од 1920. Учествовао је у колонијалним ратовима у западној Африци, Тунису, Алжиру. Тонкину и Ананиу, Кини и Мароку. У Првом свјетском рату (10. септембра 1914. до 31. марта 1916) командовао је француском армијом (5), до 29. априла 1918. групом армија на француском фронту, а од 9. јуна 1918. до краја рата био је врховни командант савезничких армија на Солунском фронту. Под његовом командом извршен је пробој Солунског фронта, изведено је прогањање њемачко-аустријско-бугарске војске, закључен је уговор о капитулацији бугарске војске и ослобођена Србија. Високо је ценио српску војску и редовно истицао њене заслуге у коначној победи савезника у Великом рату. Био је најсвечаније примљен током посете у мају 1936. У Београду му је подигнут споменик те године изнад Аутокоманде, на углу Булевара Франше д’Епереа и Булевара ослобођења.
Био је члан Француске академије, на позицији 14, у периоду 1934—1942.
Његова праунука Сиголен је са мужем у Варницама основала Сликовити музеј старе Србије.

## Чин маршала
Када је Влада Француске произвела Франше д’Епереа у чин маршала, она је тај акт овако образложила: пробио је бугарски фронт и наморао непријатеља да капитулира. Овај успех, коме нема равна у европском рату, довео је до рушења Централних Царства.